# Mexico International 2013
Die Mexico International 2013 im Badminton fanden vom 21. November bis zum 24. November 2013 in Guadalajara statt.

## Sieger und Platzierte
| Disziplin    | Gold                                       | Silber                            | Bronze                                   |
| ------------ | ------------------------------------------ | --------------------------------- | ---------------------------------------- |
| Herreneinzel | Osleni Guerrero                            | Daniel Paiola                     | Bjorn Seguin                             |
| Herreneinzel | Osleni Guerrero                            | Daniel Paiola                     | Howard Shu                               |
| Dameneinzel  | Lohaynny Vicente                           | Fabiana Silva                     | Cynthia González                         |
| Dameneinzel  | Lohaynny Vicente                           | Fabiana Silva                     | Haramara Gaitan                          |
| Herrendoppel | Kevin Dennerly-Minturn Oliver Leydon-Davis | Job Castillo Antonio Ocegueda     | Andrés López Lino Muñoz                  |
| Herrendoppel | Kevin Dennerly-Minturn Oliver Leydon-Davis | Job Castillo Antonio Ocegueda     | Giovanni Greco Rosario Maddaloni         |
| Damendoppel  | Paula Pereira Lohaynny Vicente             | Cynthia González Victoria Montero | Haramara Gaitan Sabrina Solis            |
| Damendoppel  | Paula Pereira Lohaynny Vicente             | Cynthia González Victoria Montero | Andrea Janitzitzi Garcia Dafne Hernandez |
| Mixed        | Daniel Paiola Paula Pereira                | Hugo Arthuso Fabiana Silva        | Alex Tjong Lohaynny Vicente              |
| Mixed        | Daniel Paiola Paula Pereira                | Hugo Arthuso Fabiana Silva        | Antonio Ocegueda Haramara Gaitan         |